# Mühlenmuseum Pewsum
Das Mühlenmuseum Pewsum befindet sich in einer Holländerwindmühle sowie in dem daneben liegenden Gulfhaus im ostfriesischen Pewsum. Im Museum sind alte Gebrauchsgegenstände, wie Kutschen, ausgestellt. Des Weiteren befasst sich das Museum mit der Handwerkskunst vergangener Jahrhunderte und dem ostfriesischen Landleben. Das Gulfhaus ist für kulturelle Aktivitäten und kreative Zwecke umgestaltet worden.

## Geschichte
Der dreistöckige Galerieholländer mit Gulfscheune wurde als dritte Mühle an diesem Standort in den Jahren 1842 und 1843 gebaut.